# 田中金脈問題

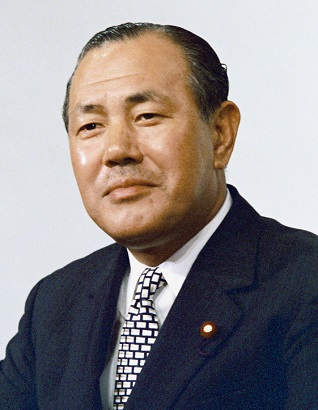
田中角栄

田中金脈問題（たなかきんみゃくもんだい）とは、1974年に起きた日本の政治スキャンダル。これがきっかけとなり、内閣総理大臣の田中角栄が辞職するに至った。

## 概要
1974年10月9日に発売された雑誌『文藝春秋』11月号で田中角栄に関する特集が組まれた。立花隆の「田中角栄研究―その金脈と人脈」は1969年から1970年にかけて田中ファミリー企業群が信濃川河川敷における陳情により約4億円で買収した土地が直後に建設省の工事によって時価数百億円となった信濃川河川敷問題等の資産形成を暴き、児玉隆也の「淋しき越山会の女王」は越山会の金庫番である佐藤昭と田中の関係及び田中派内での佐藤の影響力を紹介し、2つの特集は合せて60ページに及んだ。
発表当初、田中首相は記者会見にも応ぜず、ノーコメントで通していたが、10月13日発売の『ニューズウィーク』、10月17日付け「ボルチモアサン」、10月19日付の「ワシントン・ポスト」など欧米メディアが金脈問題を紹介し、反響は日本国内よりも外国で注目された。10月22日に田中首相が丸の内プレスクラブでおこなった外国人記者会見では、詰めかけた300人の内外の記者は田中の演説には耳を貸さずに、金脈問題を集中的に質問した。記者の質問に田中首相は釈明を繰り返したが、翌朝各紙のトップ記事になると国内でも政治問題として広く注目されるようになり、内閣支持率が低下した。田中首相は11月11日に内閣改造して改造内閣で乗り切ろうとするも、野党が金脈問題追及のために佐藤昭を含めた田中人脈に連なる者たちの国会招致を求めるようになったことで政権維持を断念。11月26日に「私個人の問題で、世間の誤解を招いたことは公人として不明、不徳のいたすところ」「私は国政の最高責任者として政治的、道義的責任を痛感しております」と竹下登官房長官が田中首相の言葉を代読する形で退陣を表明し、12月9日に内閣総辞職をした。
国会では田中ファミリー企業群の1つ「新星企業」が免許切れにもかかわらず不動産取引を行っている問題が取り上げられ、警視庁・東京地検特捜部が捜査に乗り出した。1975年6月23日に新星企業幹部1人が宅地建物取引業法違反と商法の特別背任罪で、法人「新星企業」と新星企業幹部1人が宅地建物取引業法違反でそれぞれ起訴された。12月12日に新星企業幹部1人に懲役1年6ヶ月・執行猶予2年及び罰金30万円、法人「新星企業」と新星企業幹部1人に罰金30万円の有罪判決が下り、確定した。この裁判において、田中角栄との繋がりは、初公判における検察の冒頭陳述で新星企業の株主として田中角栄の名前があることが一度出ただけであった。
また、信濃川河川敷問題では安価で土地を手放した元地主2名が土地の返還を求めて田中ファミリー企業に対して民事訴訟を起こすも、1997年2月に最高裁で元地主側の敗訴が確定した。

## その他
立花が取った手法はフリージャーナリストとして他の者とチームを組み、登記簿や政治資金収支報告書等の公開情報を徹底的に調べ、それを元に関係者に取材してまとめるという調査報道であった（いわゆるスパイでいうオシント活動）。この問題はフリージャーナリストの調査報道によって、時の首相を退陣に追い込んだ例としても知られる。なお、田中にとっては立花の金権批判よりも児玉の「越山会の女王」批判の方が打撃だったといわれる。
文藝春秋の2つの特集について、大手メディアの政治部記者たちは「そのくらいのことは皆知っている」と語っていた。これについては「知っているなら、何故書かなかったのか」と失笑を買い、政治部記者と政治家が取材距離の近さによって癒着していることを問題視する意見が出た。

## 関連書籍
- 升味準之輔『日本政治史4 占領改革、自民党支配』東京大学出版会、1988年。ISBN 9784130330442。
- 坂上遼『ロッキード秘録 吉永祐介と四十七人の特捜検事たち』講談社、2007年。ISBN 9784062141925。
- 佐高信『田中角栄伝説』光文社 (光文社知恵の森文庫)、2016年。ISBN 9784334787042。
- 立花隆『田中角栄研究―全記録（上）』講談社 (講談社文庫)、1982年。ISBN 9784061341685。
- 塩田潮『田中角栄失脚』朝日新聞出版 (朝日文庫)、2016年。ISBN 9784022618863。